# 菅生寺
菅生寺（すぎょうじ）は、奈良県吉野郡吉野町にある高野山真言宗の寺院。山号は大師山（だいしざん）。本尊は阿弥陀如来。菅生寺の由来として菅原道真が誕生した地との伝承がある。

## 歴史
奈良時代、龍門寺の子院なる龍華臺院で義淵僧正が開いた。永正3年（1506年）に火災で廃寺同然となったが、吉野山桜本坊の快済法印により、文化5年（1808年）に復興した。昭和初期から再び荒廃したが、昭和55年（1980年）に再び復興され、現在に至っている。

## 交通
- 吉野線大和上市駅